# Poa multinodis
Poa multinodis är en gräsart som beskrevs av Mary Agnes Chase. Poa multinodis ingår i släktet gröen, och familjen gräs. Inga underarter finns listade i Catalogue of Life.